# Adinarthrum iamba
Adinarthrum iamba är en nattsländeart som beskrevs av Martin E. Mosely 1949. Adinarthrum iamba ingår i släktet Adinarthrum och familjen kantrörsnattsländor. Inga underarter finns listade i Catalogue of Life.